# إريك يوان
إريك يوان (بالإنجليزية: Eric S. Yuan) هو رجل الأعمال الملياردير الصيني الأمريكي، والرئيس التنفيذي ومؤسس شركة زوم لاتصالات الفيديو، التي يمتلك 22% منها.

## الحياة الشخصية
تزوج يوان في سن 22، بينما كان طالب ماجستير في جامعة الصين للتعدين والتكنولوجيا في بكين. لديه ثلاثة أطفال ويعيشون في سانتا كلارا، كاليفورنيا. أصبح يوان مواطنًا أمريكيًا في عام 2007.